# The Twilight Saga: Breaking Dawn Part 1
The Twilight Saga: Breaking Dawn Part 1 is een Amerikaanse speelfilm uit 2011. Het is de vierde film gebaseerd op de boeken uit de Twilight-reeks, in dit geval op Breaking Dawn (vertaald als Morgenrood), het vierde boek. Het verhaal van het boek wordt echter verdeeld over twee films. Het tweede deel van de verfilming van dit boek is op 16 november 2012 in de zalen gekomen. Breaking Dawn is het laatste boek uit de reeks, de film wordt dus het op een na laatste deel van de filmreeks.
De opnames zijn 1 november 2010 gestart en eindigden 16 april 2011.

## Verhaal
De film begint met Jacob die een uitnodiging krijgt voor het huwelijk, hij rent naar buiten, verandert in een wolf en verdwijnt het bos in. Daarna gaat het verder met de voorbereiding op het huwelijk van Edward en Bella. Edward vertelt haar de laatste avond voor hun huwelijk nog een verhaal over zichzelf, hoe hij was toen hij jonge vampier was. Bella laat zich niet bang maken.
Het huwelijk begint en nadat ze elkaar het jawoord hebben gegeven is er een feest. Bella's huwelijksfeest is pas compleet als Jacob komt. De Denali-clan komt Bella ontmoeten en Irina (een van de Denali's) is gekwetst omdat ze Seth hebben uitgenodigd; de wolven hebben namelijk haar geliefde vermoord: Laurent. Jacob komt toch langs en danst met Bella, Edward is terug naar het feest gegaan om te kijken of zijn zus, Rosalie wil dansen. Jacob en Bella praten met elkaar, Jacob zegt dat hij haar op deze manier zal herinneren, roze wangen, twee linkervoeten en een hartslag. Bella vertelt aan Jacob dat ze op huwelijksreis gaat en geen pijn wilde lijden voor haar huwelijksnacht. Jacob zegt haar dat het toch geen echte huwelijksnacht kan zijn, maar Bella vertelt hem dat het net zo echt wordt als elke andere. Jacob gaat door het lint en grijpt Bella vast. Edward en de roedel is al snel ter plaatse en trekken Jacob terug. Bella probeert de herinneringen aan het conflict te vergeten en gaat met Edward op huwelijksreis. Terwijl ze wegrijden, horen ze Jacob (als wolf) huilen in het bos.
Bella heeft geen idee waar ze heen gaan en Edward leidt haar. Ze komen in Rio de Janeiro aan, hier is dan net het carnaval bezig. Ze besluiten om een wandelingetje te maken door de feestende menigte. Later vertrekken ze naar de boot. Bella vraagt of ze niet in Rio de Janeiro blijven, maar Edward vertelt haar dat het maar een doorreis is. Edward vaart naar het eiland 'Isle Esmé' (een eiland dat Carlisle als cadeau aan Esmé heeft gegeven, maar Edward en Bella mogen er gebruik van maken.) Bella gaat rondkijken in het huisje en komt uiteindelijk in de slaapkamer. Edward vraagt of ze wil gaan zwemmen. Bella stemt toe, maar wil nog even wat 'menselijke minuutjes'. Edward vertrekt alvast naar het strand. Bella raakt een beetje in paniek en gaat zich opfrissen. Alice heeft alleen lingerie voor haar ingepakt. Uiteindelijk zegt ze tegen zichzelf dat ze geen lafaard moet zijn. Bella vertrekt naar het strand waar Edward op haar staat te wachten, in het water, in het maanlicht. Edward zegt dat hij het zal proberen en Bella zegt dat hij hem vertrouwt. Ze eindigen in bed, waar ze voor het eerst seks zullen hebben. Bella wordt ingelukkig wakker, maar Edward vraagt zich af hoe erg hij haar pijn heeft gedaan en zegt haar dat het hem verschrikkelijk spijt, aangezien Bella onder de blauwe plekken van hem zit. Bella zegt dat ze zich prima voelt. Ze is onzeker over het feit hij het wel fijn vond. Edward vertelt haar dat het de beste nacht was van zijn bestaan. Edward doet een beetje terughoudend en Bella weet dat hij haar niet meer op die manier zal aanraken. Edward probeert haar in de volgende dagen voornamelijk uit te putten met allemaal dingen, zoals duiken en een wandeltocht maken. Bella probeert Edward nog wel te verleiden, maar ze valt vrijwel meteen in slaap als ze eindelijk ligt. Bella heeft een droom over dat ze gelukkig is met Edward dat hij haar aanraakt. Ze wordt huilend wakker en Edward vraagt zich af wat er aan de hand is. Ze vertelt hem wat er aan de hand was, en dat ze wilde dat het echt was. Bella probeert Edward weer te verleiden, Edward stribbelt tegen, maar Bella smeekt hem. Edward stemt uiteindelijk toe.
Jacob maakt zich ondertussen druk hoe hij de Cullens het nieuws zal brengen over Bella. Sam zegt dat hij de Cullens met rust moet laten omdat ze geen bedreiging vormen. Leah vertelt hem dat hij beter iemand kan inprenten zodat hij eindelijk Bella kan vergeten.
Edward gaat jagen en laat een briefje voor Bella achter dat hij terug zal zijn voordat ze wakker is. Ondertussen is Bella wakker geworden en gaat een uitgebreid ontbijt met kip voor zichzelf maken. Ze denkt dat de kip bedorven is en rent misselijk naar de wc toe, waar ze moet overgeven. Edward komt de kamer in en Bella vraagt haar of hij haar toilettas wil aangeven. Hier ziet ze de spullen in liggen voor haar menstruatie. Ze vraagt aan Edward hoe veel dagen het is geleden sinds het huwelijk. Edward antwoordt haar en Bella vertelt hem dat ze over tijd is. Ze gaat voor de spiegel staan en ziet dat er al een klein buikje is gekomen. Ze voelt iets in haar bewegen. Meteen rinkelt de telefoon van Edward. Eerst heeft ze Alice aan de telefoon, vervolgens Carlisle. Bella vertelt hem dat ze denkt dat ze zwanger is. Edward neemt meteen de telefoon over. Carlisle adviseert hen om zo snel mogelijk naar huis te komen. Edward wil dat de baby wordt weggehaald. Bella is het hier niet mee eens en belt Rosalie stiekem op of zij haar wil helpen om de baby te beschermen.
Jacob hoort dat Bella ernstig ziek is en dat ze langer weg zullen blijven. Hij gaat het meteen uitzoeken. Jacob gaat bij de Cullens langs en treft daar Bella. Jacob vraagt wat er aan de hand is en zegt dat ze er slecht uitziet. Bella laat zien wat er met haar is. Jacob ziet dat Bella zwanger is en wil net zoals Edward dat ze de baby laat weghalen. Edward wil met Jacob praten. Hij vertelt Jacob dat Bella denkt dat ze op het laatste nippertje veranderd kan worden, maar dat de kans klein is. Edward vraagt aan Jacob of hij op haar kan in praten. Jacob probeert dit maar Bella weigert alsnog. Jacob smeekt haar dat ze dit niet moet doen en moet blijven leven. Bella is koppig en drukt haar zin door. Jacob weigert om te blijven kijken hoe Bella langzaam dood zal gaan. Hij rent boos en verdrietig naar buiten en verandert in een wolf. Ondertussen razen zijn herinneringen aan het gesprek door zijn gedachtes. Jacob stopt en huilt naar de andere wolven. Ze komen bij elkaar. Sam zegt dat ze de stam moeten beschermen en dat iedereen in gevaar is. Het moet gedood worden voordat het geboren is. Ze zullen Bella nog dezelfde avond aanvallen en Sam beveelt Jacob mee te laten vechten en laat Jacob voor hem buigen. Jacob weigert dit echter en verlaat de roedel. Seth volgt hem, omdat hij niets tegen de Cullens heeft en dus niet tegen hen wil vechten.
Jacob gaat Edward waarschuwen dat ze Bella willen aanvallen. Ze zijn het met elkaar eens dat de roedel niet bij Bella in de buurt zal komen. Leah komt ook bij de roedel van Jacob en vertelt Jacob over het plan dat Sam heeft. Sam heeft besloten om niet meer aan te vallen omdat ze er nu van weten. Jacobs roedel patrouilleert in de omgeving rondom het huis van de Cullens. Ondertussen wordt Bella steeds zwakker omdat de baby te veel energie van haar vraagt en veel te snel groeit. Iedereen maakt zich zorgen om Bella en de Cullens zoeken alles op in de legendes hierover. Bella's botten breken en Carlisle vertelt haar dat er een kans is dat ze het niet zal overleven. Bella en Edward krijgen ruzie over de situatie. Bella wordt steeds magerder terwijl Edward machteloos toekijkt. Alice zou willen dat ze kon zien wat de baby wil. Jacob maakt een grap in zijn gedachten. Edward reageert hierop en zegt dat het een goed idee is. Jacob vertelt wat hij dacht: 'Dat hij z'n tanden in iemand wil zetten.' En ze proberen Bella donorbloed te laten drinken. Bella vindt het bloed erg lekker en het geeft haar ook weer wat energie. De meeste Cullens gaan aan de wandel omdat ze bang zijn dat ze zich niet zullen beheersen aangezien iedereen al weken niet heeft gejaagd.
Op een dag hoort Edward een gedachte, eerst denkt hij dat het Bella is, maar dan blijkt het de baby te zijn. De baby vertelt hem dat hij al van hen houdt. Hierna draait Edward helemaal bij en wil hij ook de baby houden. Carlisle praat met Jacob en zegt hem dat hij moet jagen en nog meer donorbloed voor Bella moet halen, aangezien Bella vanaf morgen kan bevallen en hij sterk moet zijn voor de bevalling. Jacob bedenkt een plan om de roedel van Sam af te leiden.
Terwijl Carlisle, Esmé en Emmett donorbloed aan het halen zijn en aan het jagen, komt Jacob terug het huis in. Hij treft daar Bella en ze vertelt hem over de namen die ze verzonnen heeft voor de baby. E.J. (Edward Jacob) voor een jongen en Renesmee (Renée de naam van Bella's moeder en Esmé de naam van Edwards adoptiemoeder) voor een meisje. Ze laat per ongeluk haar beker bloed vallen en probeert hem nog te pakken. Haar rug breekt plotseling en ze valt op de grond. De placenta laat los en de baby moet eruit voordat hij doodgaat. Edward dient Bella morfine toe en Rosalie wil meteen beginnen met haar buik open te snijden. Edward zegt dat ze moet wachten tot de morfine is ingewerkt. Bella schreeuwt dat ze hem eruit moeten halen, omdat de baby anders stikt. Rosalie begint te snijden, en verliest haar zelfbeheersing. Jacob valt haar aan en Alice neemt Rosalie mee. Edward bijt haar buik open, omdat de baarmoederwand te dik is geworden om de baby te beschermen. Hij trekt de baby eruit en laat het zien. Het is een meisje. Bella neemt Renesmee in haar armen. Ze bijt Bella en Edward neemt haar weer terug. Op dat moment raakt Bella bewusteloos omdat Bella te veel bloed heeft verloren. Edward wil de baby aan Jacob geven zodat hij haar het gif kan geven en kan reanimeren, maar Jacob weigert om Renesmee aan te pakken. Jacob begint Bella te reanimeren en te beademen. Rosalie komt terug en neemt de baby aan. Edward injecteert zijn gif in haar hart en gaat haar verder reanimeren. Jacob denkt echter dat Bella overleden is. Hij loopt naar buiten en stort in, terwijl Paul (een lid van Sams roedel) door de bosjes staat te gluren en aan Sam vertelt dat Bella is overleden. Sam besluit om aan te vallen.
Bella reageert niet en Edward denkt dat ze dood is. Hij bijt haar op meerdere plekken in de hoop dat ze reageert, maar tevergeefs, Bella is bewusteloos door de morfine. Langzaam verspreidt het gif zich in Bella's lichaam. Jacob is vastbesloten Bella's dood te wreken door haar pasgeboren baby te vermoorden. Maar als hij de baby recht in de ogen kijkt, gebeurt er iets totaal onverwachts, hij prent Renesmee in.
Het gevecht begint buiten tussen de Cullens en Sams roedel. De Cullens zijn met veel minder, aangezien er een aantal aan het jagen zijn en Rosalie op Renesmee past. Edward is vastberaden om zijn gezin te beschermen. De roedel van Sam valt aan en al snel komen de andere Cullens erbij en mengen zich in het gevecht. Vervolgens komen Seth en Leah en vechten ook tegen hun broeders om de Cullens te beschermen. Jacob rent naar buiten en zegt dat het over is. Dat als ze Renesmee zullen doden, hem ook doden. Sam valt hem aan en Jacob verandert in een wolf. De wolven hebben verbinding met Jacobs gedachten en ze beseffen dat Jacob heeft ingeprent. Edward leest zijn gedachten. Edward zegt dat ze haar geen kwaad kunnen doen. Als een wolf iemand inprent, zijn diegenen onkwetsbaar. Dat is hun hoogste wet. Sam en zijn roedel trekken zich terug en verdwijnen.
Bella ligt bewusteloos op een bed waar ze wordt opgefrist van haar bevalling en langzaam haar laatste fase van haar transformatie doorstaat. Edward maakt zich zorgen of hij niet te laat was, waarop Carlisle antwoordt dat hij naar haar hart moet luisteren. Bella krijgt weer volle wangen en haar wallen verdwijnen. Ze wordt heel mooi. Haar menselijke herinneringen razen door haar gedachten en haar hart begint steeds sneller te kloppen. Uiteindelijk slaat het zijn laatste slag en is het muisstil. Bella opent haar rode ogen.

## Rolverdeling

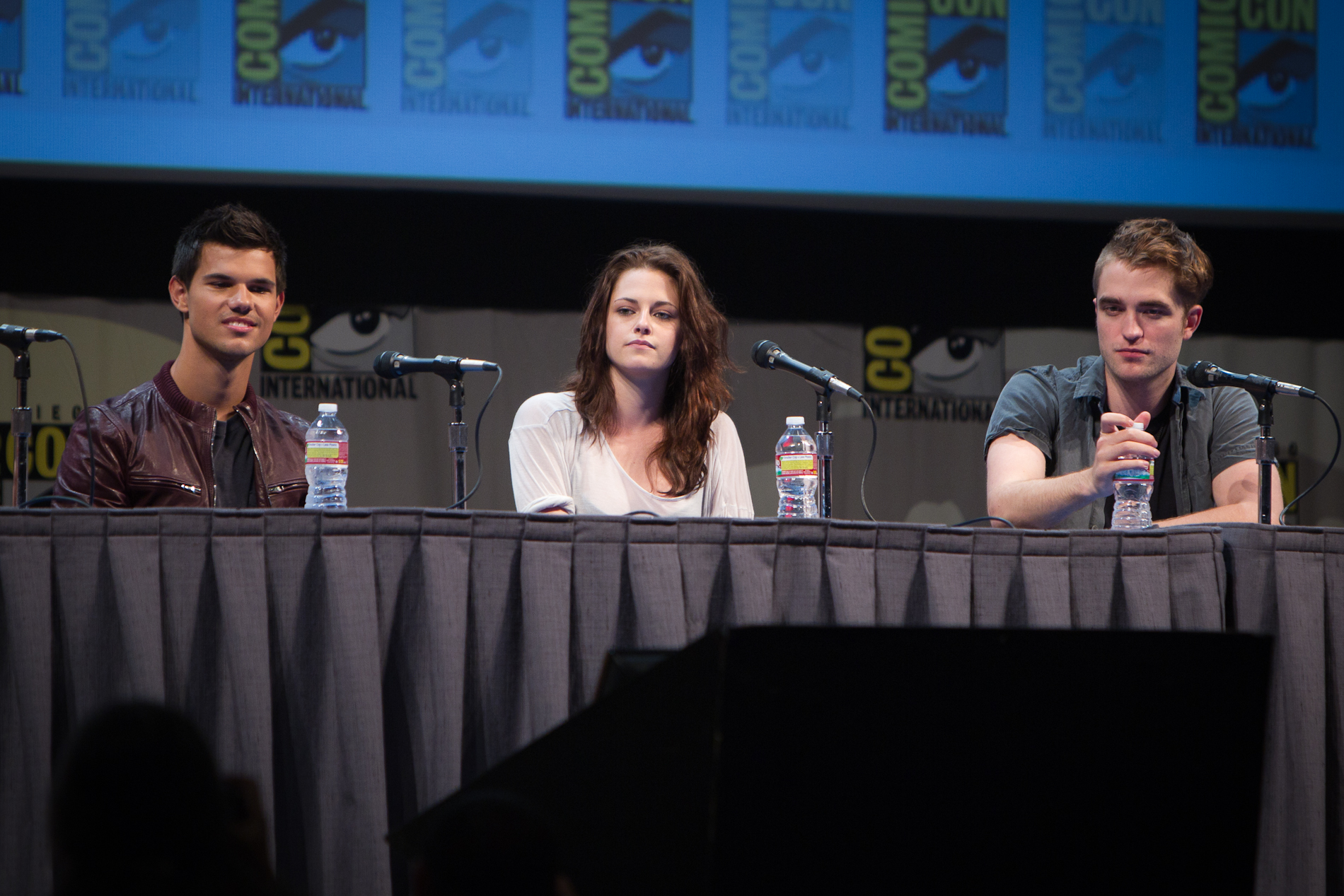
Taylor Lautner, Kristen Stewart en Robert Pattinson

- Kristen Stewart: Bella Swan (Isabella Marie Swan/Cullen)
- Robert Pattinson: Edward Cullen (Edward Anthony Masen Cullen)
- Taylor Lautner: Jacob Black
- Billy Burke: Charlie Swan
- Nikki Reed: Rosalie Hale (Rosalie Hale Cullen)
- Kellan Lutz: Emmett Cullen (Emmett McCarty Cullen)
- Ashley Greene: Alice Cullen (Mary Alice Brandon Cullen)
- Jackson Rathbone: Jasper Hale (Jasper Withlock Cullen)
- Peter Facinelli: Carlisle Cullen
- Elizabeth Reaser: Esme Cullen (Esme Anne Platt Cullen)
- Dakota Fanning: Jane Volturi
- Mackenzie Foy: Renesmee Cullen (Renesmee Carlie Cullen)
  - Christie Burke: tiener Renesmee
- Rami Malek: Benjamin
- Boo Boo Stewart: Seth Clearwater
- Julia Jones: Leah Clearwater
- Chaske Spencer: Sam Uley
- Alex Meraz: Paul Lahote
- Kiowa Gordon: Embry Call
- Tyson Houseman: Quil Ateara

## Filmmuziek
Van de film werd op 4 november 2011 ook een muziekalbum uitgebracht. Op 12 november 2011 kwam het album op nummer 97 binnen in de Nederlandse Album Top 100.

### Hitnoteringen

#### NederlandseAlbum Top 100
| Hitnotering: 12-11-2011 | Hitnotering: 12-11-2011 | Hitnotering: 12-11-2011 |
| Week:                   | 1                       |                         |
| ----------------------- | ----------------------- | ----------------------- |
| Positie:                | 97                      | uit                     |

#### VlaamseUltratop 100Albums
| Hitnotering: (Week 1 t/m 5) 19-11-2011 t/m 17-12-2011 Hitnotering: (Week 6) 14-01-2012 | Hitnotering: (Week 1 t/m 5) 19-11-2011 t/m 17-12-2011 Hitnotering: (Week 6) 14-01-2012 | Hitnotering: (Week 1 t/m 5) 19-11-2011 t/m 17-12-2011 Hitnotering: (Week 6) 14-01-2012 | Hitnotering: (Week 1 t/m 5) 19-11-2011 t/m 17-12-2011 Hitnotering: (Week 6) 14-01-2012 | Hitnotering: (Week 1 t/m 5) 19-11-2011 t/m 17-12-2011 Hitnotering: (Week 6) 14-01-2012 | Hitnotering: (Week 1 t/m 5) 19-11-2011 t/m 17-12-2011 Hitnotering: (Week 6) 14-01-2012 | Hitnotering: (Week 1 t/m 5) 19-11-2011 t/m 17-12-2011 Hitnotering: (Week 6) 14-01-2012 | Hitnotering: (Week 1 t/m 5) 19-11-2011 t/m 17-12-2011 Hitnotering: (Week 6) 14-01-2012 | Hitnotering: (Week 1 t/m 5) 19-11-2011 t/m 17-12-2011 Hitnotering: (Week 6) 14-01-2012 |
| Week:                                                                                  | 1                                                                                      | 2                                                                                      | 3                                                                                      | 4                                                                                      | 5                                                                                      |                                                                                        | 6                                                                                      |                                                                                        |
| -------------------------------------------------------------------------------------- | -------------------------------------------------------------------------------------- | -------------------------------------------------------------------------------------- | -------------------------------------------------------------------------------------- | -------------------------------------------------------------------------------------- | -------------------------------------------------------------------------------------- | -------------------------------------------------------------------------------------- | -------------------------------------------------------------------------------------- | -------------------------------------------------------------------------------------- |
| Positie:                                                                               | 74                                                                                     | 49                                                                                     | 67                                                                                     | 82                                                                                     | 94                                                                                     | uit                                                                                    | 88                                                                                     | uit                                                                                    |

### Vorige delen
- Twilight (film)
- The Twilight Saga: New Moon
- The Twilight Saga: Eclipse

### Vervolg
- The Twilight Saga: Breaking Dawn Part 2